# روبرت تومسون (لاعب كرة قدم)
روبرت تومسون (بالإنجليزية: Robert Thomson)‏ (28 مايو 1993 في المملكة المتحدة - ) هو لاعب كرة قدم بريطاني في مركز الهجوم. لعب مع دندي يونايتد ودونفرملين أثلتيك ونادي بريتشين سيتي ونادي دمبرتون ونادي ألوا أثليتيك.

## وصلات خارجية
- روبرت تومسون على موقع قاعدة بيانات كرة القدم.إي يو (الإنجليزية)
- روبرت تومسون على موقع Soccerbase.com (لاعب) (الإنجليزية)
- روبرت تومسون على موقع Soccerway.com (الإنجليزية)